# روجر زينجا
روجر زينجا واسمه الكامل روجر كوامي مامبو زينجا (بالإنجليزية: Roger Zinga)‏ (وُلد عام 1943 وتُوفيَّ في الثاني والعشرين من شباط/فبراير 2004) هو مخرج سينمائي من جمهورية الكونغو الديمقراطية (زائير سابقًا).
درس كوامي مامبو زينجا (أو زينغا) السينما في معهد الفنون (IAD) في لوفان لا نوف ببلجيكا وتخرَّجَ منه عام 1971. أخرجَ في العام التالي فيلمًا يُعتبر هو أول فيلمٍ كونغولي يفوزُ بجائزةٍ ما في مهرجان دولي. لقد فاز فيلمه موسيكا (بالإنجليزية: Moseka)‏ بجائزة الفيلم القصير في المهرجان الأفريقي للسينما والتلفزيون في واغادوغو عام 1972. يُظهر هذا الفيلم عودة شابٍ من جمهورية الكونغو الديمقراطية إلى بلده الأم بعد دراسته في بلجيكا ومحاولة التكيّف مع حياته الجديدة في زائير. شارك روجر زينجا في إخراج فيلم تانجو يا با ويندو (بالإنجليزية: Tango ya ba Wendo)‏ الذي صدر عام 1993 مع صانع الأفلام الوثائقية البلجيكي ميركو بوبوفيتش. يُوثِّق هذا الفيلم لحياة الموسيقار الكونغولي القديم والموهوب ويندو كولوسوي الذي يُعتبر «أب الموسيقى الكونغولية».
حاول روجر منذ ما يقرب من عقدين من الزمن أن يُخرج فيلم ليبانغا (بالإنجليزية: Libanga)‏ وهو فيلمٌ روائيٌّ طويلٌ لكنَّ الظروف في زائير حالت دون ذلك. ومع ذلك فقد نجحَ روجر في إخراجِ العديد من الأفلام الأخرى. شغل روجر منصب مدير التصوير السينمائي للتلفزيون، كما كان رئيسًا للرابطة الكونغولية لصانعي الأفلام وعضوًا نشطًا في الاتحاد الأفريقي لصانعي الأفلام (Fepaci) حيثُ كان السكرتير الإقليمي لهذا الاتحاد في وسط إفريقيا إلى أن تُوفيَّ في الثاني والعشرين من شباط/فبراير 2004 في كينشاسا.